# Leonida Pallotta
Leonida Pallotta (Roma, 25 ottobre 1910 – ...) è stato un calciatore italiano, di ruolo portiere. Terzo portiere romanista del torneo della fondazione, riserva di Rapetti e Ballante. Giudicato di buone qualità. Da "La Tribuna": "Il giovane Pallotta appare ogni giorno di più di una seria minaccia per il pur valoroso Ballante…". Rimase per quattro anni in giallorosso, giocando nel torneo riserve. Quando la società acquistò anche Zucca, il calciatore accettò di spostarsi al Cagliari.